# Richard Parkes Bonington

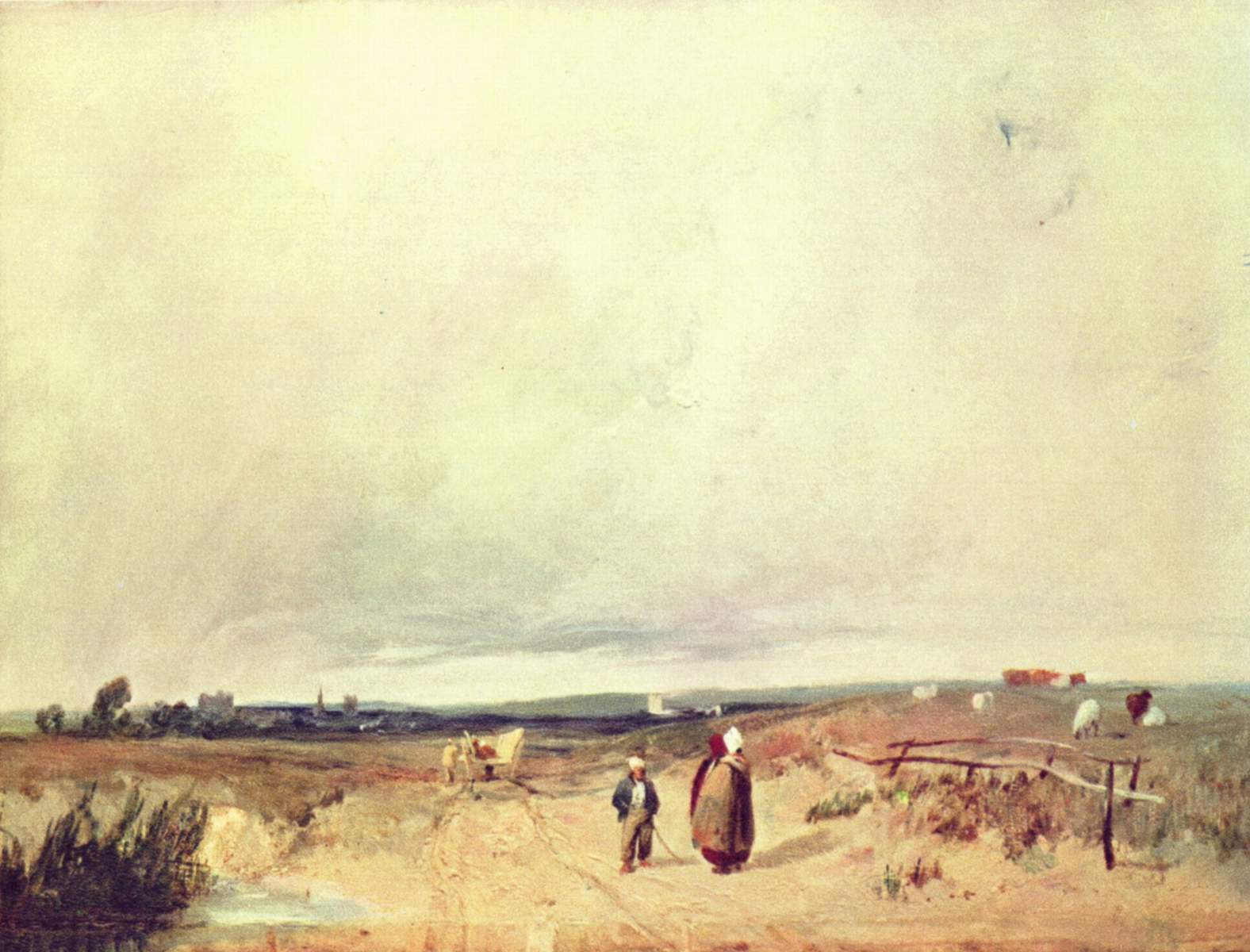
Scena z Normandii, ok. 1823

Richard Parkes Bonington (ur. 25 października 1802 w Arnold pod Nottingham, zm. 23 września 1828 w Londynie) – angielski malarz, grafik i pejzażysta.

## Życiorys
Studiował w Paryżu. Przyjaźnił się z E. Delacroix i Th. Géricault. Malował w duchu nurtu epoki romantyzmu. Tworzył głównie akwarele, na których uwieczniał krajobrazy z Normandii. Oprócz tego malował również obrazy olejne o tematyce historycznej i sceny rodzajowe.
Często uwieczniał na swych obrazach nadmorskie plaże wraz z mającymi na nich miejsce wydarzeniami dnia codziennego. Jego prace wystawiane były w paryskim Salonie (w roku 1824 uzyskał złoty medal). Działał artystycznie w Londynie, Paryżu, Normandii oraz w Wenecji.
Richard Parkes Bonington chorował na gruźlicę, zmarł miesiąc przed ukończeniem 26 roku życia. Największe zbiory jego prac posiadają Wallace Collection w Londynie oraz City Museum and Art Gallery w Nottingham.

### Inspiracje
Wpłynął na wielu malarzy we Francji i Anglii (np. Jeana Corot). Jest uważany za prekursora szkoły barbizońskiej.

## Dzieła
- Wenecja – Wielki Kanał (1827, olej na płótnie, kolekcja prywatna)
- Henryk III i angielski ambasador (1827–1828, olej na płótnie, Wallace Collection, Londyn, Anglia)
- Plac św. Marka, Wenecja (1827, akwarela na papierze, Wallace Collection, Londyn, Anglia)
- Kolumna św. Marka w Wenecji (około 1826–1828, olej na płótnie, Tate Gallery, Londyn, Anglia)
- Wybrzeże Pikardii (1823–1824, olej na płótnie, Wallace Collection, Londyn, Anglia)